# Тактична мета

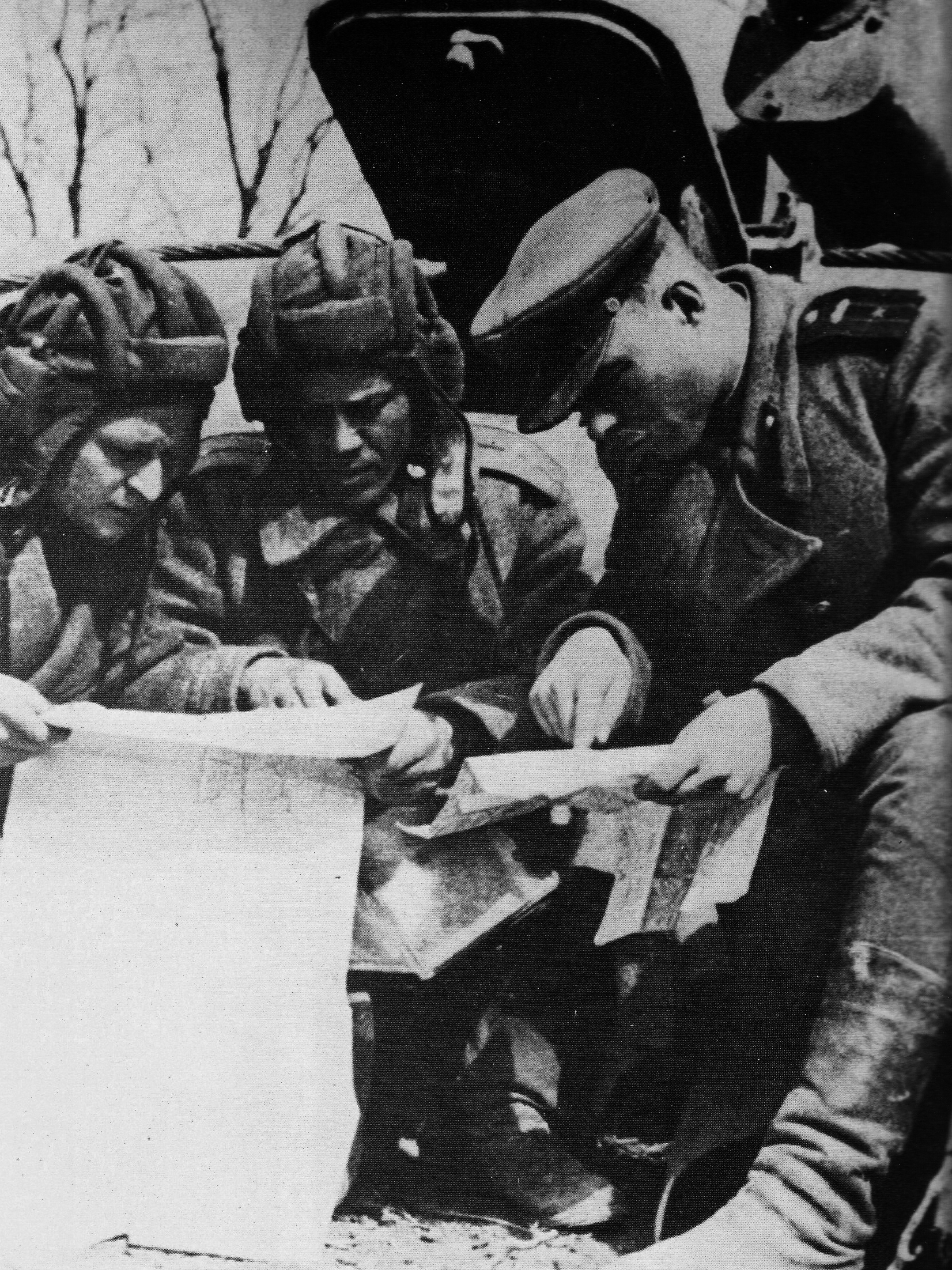

Тактична мета це негайний короткостроковий бажаний результат певної діяльності, завдання чи місії. Тактичні цілі зазвичай доручаються нижчому керівництву в трирівневій структурі організації: на місцях або на передньому відділенні, середньому та виконавчому керівництві. Хоча історично цей термін застосовувався до військових операцій у XX столітті його все більше застосовують у галузях громадської безпеки, таких як поліційна діяльність та пожежогасіння, комерційній діяльності, торговельному плануванні, політичних та міжнародних відносинах. 
Тактична мета часто є проміжним кроком до досягнення операційної мети та, як така, потребує навичок ухвалення рішень та розв'язання задач застосовуваних під час виконання тактичного задуму як частини операційного плану. Тактичні цілі в комерційному використанні представляють цілі ефективності, встановлені керівництвом середньої ланки для досягнення конкретних організаційних результатів. Для вогнеборців тактичні цілі історично зосереджені на безпеці життя як пріоритету в плані при гасінні пожеж на спорудах.